# Aegus woodfordi
Aegus woodfordi es una especie de coleóptero de la familia Lucanidae.

## Distribución geográfica
Habita en las Islas Salomón.